# Afa
Pour les articles homonymes, voir AFA.
Afa est une commune française située dans la circonscription départementale de la Corse-du-Sud et le territoire de la collectivité de Corse. Elle appartient à l'ancienne piève de Mezzana
Le premier maire d'AFA ne fut pas élu mais nommé pa arrêté préfectoral en août 1843, il se nommait Ghjuliu-Stefanu COLOMBANI. Ensuite, des élections eurent lieu en 1852 et Carlu CALVELLI fut le premier maire élu de la commune.
https://www.cronicadiacorsica.ovh/Chronique/Dixneuvieme.html#1843

## Géographie

### Situation
Afa est un village de l'agglomération ajaccienne, située dans la basse vallée de la Gravona. Il appartient à la microrégion de la Mezzana.
Communes limitrophes

### Relief

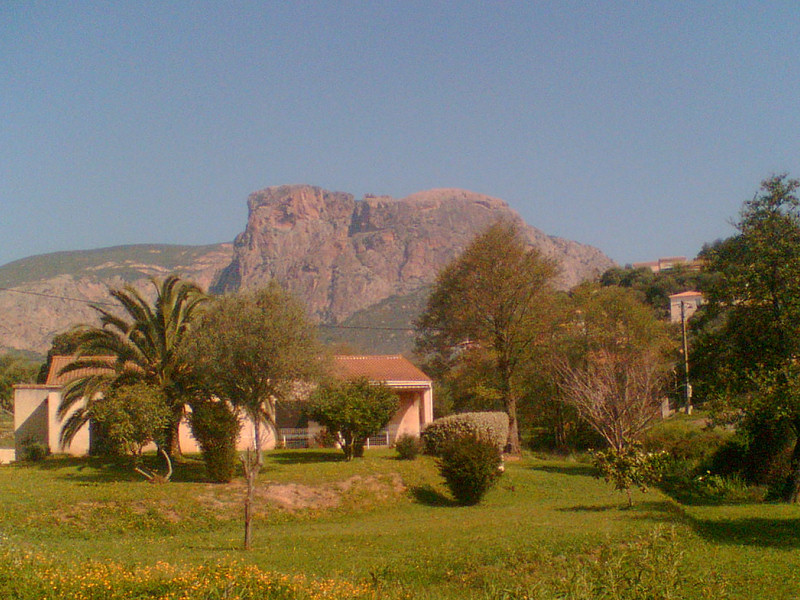
Le Rocher des Gozzi.

Le territoire de la commune s'étend sur le versant méridional de la Punta Pastinaca (814 m - Appietto), depuis le remarquable Rocher des Gozzi (708 mètres) au sud, « à cheval » sur les deux communes.

### Hydrographie
Ce territoire, tout en plaine dès le pied de l'abrupt Rocher des Gozzi, point culminant de la commune, est bien arrosé avec : 
- le ruisseau de Cavallu Mortu[1] qui prend sa source au sud-ouest de la Punta Curbajola, long de 11 km et qui délimite au sud-ouest Afa avec Alata avant de se jeter dans la Gravona sur la commune d'Ajaccio. Ses affluents situés sur la commune d'Afa sont :
  - le ruisseau de Piscia Rossa[2] qui prend également sa source au sud-ouest de la Punta Curbajola, long de 3 km et qui délimite au nord-ouest Afa avec Appietto au niveau du hameau éponyme avant de se jeter dans le Cavallu Mortu à Balisaccia (Appietto).
    - le ruisseau de Felicaja[3], se jetant dans le ruisseau de Piscia Rossa, qui naît au sud du Rocher des Gozzi près du lieu-dit Lapenaju, long de 1 km.
      - le ruisseau de Calancone[4], se jetant dans le ruisseau de Felicaja, qui prend sa source à la Punta Pastinaca, long de 2 km.

  - le ruisseau de Stagnolu[5] qui prend sa source au flanc sud du Rocher à proximité du lieu-dit A Radica, long de 4 km et qui se jette dans le Cavallu Mortu au nord du lieu-dit Valle di Casetta.
    - le ruisseau d'Afa[6], se jetant dans le ruisseau de Stagnolu, qui prend sa source à proximité du centre du village au niveau du lieu-dit A Vulpaghja, long de 1 km.
- le ruisseau de Pajanacciu[7] qui prend sa source au flanc sud-est du Rocher, long de 4 km et qui se jette dans la rivière de Ponte Bonellu (affluent de la Gravona) au sud du lieu-dit Pratello (Sarrola-Carcopino). Ses affluents situés sur la commune d'Afa sont :
  - le ruisseau de Mandriolo[8], qui naît à la Punta Pastinacale, long de 2 km et qui délimite au nord-est Afa avec Sarrola-Carcopino avant de se jeter dans le Pajanacciu au niveau du hameau éponyme.
  - le ruisseau de Maccina, qui prend sa source au niveau du lieu-dit du même nom et qui se jette dans le Pajanacciu au niveau du hameau de Rugnicone (Sarrola-Carcopino).
- le ruisseau de Guinchiccia, qui prend sa source au sud du hameau du même nom et qui délimite au sud Afa avec Sarrola-Carcopino avant de se jeter dans la rivière de Ponte Bonellu au niveau du lieu-dit Giabicone (Sarrola-Carcopino).
- le ruisseau de Batrone, qui prend sa source à proximité du lieu-dit Cagio Rostito avant de se jeter dans la rivière de Ponte Bonellu au niveau du lieu-dit Confinella (Sarrola-Carcopino).
- le ruisseau de Carnututi, qui prend sa source à proximité du lieu-dit A Bona Cursuccia avant de se jeter dans la rivière de Ponte Bonellu au niveau du lieu-dit Monte Tignoso (Sarrola-Carcopino).

Le canal de la Gravona qui alimente en eau la ville d'Ajaccio, traverse le sud de son territoire, au nord de la zone industrielle de Baleone. À l'entrée de Mezzavia, un aqueduc enjambe le ruisseau de Verdana alimenté par les eaux du Stagnolu, ainsi que la route D 81 à 200 m au nord de sa jonction avec la RN 194.

### Voies de communication et transports

#### Accès routiers
Afa se situe à une douzaine de kilomètres à l'est d'Ajaccio par la route territoriale 22 ex-RN 194.
La route départementale D 161 traverse le village d'Afa, ouvrant deux entrées à la ville : celle de Baleone et celle de la commune d'Alata sur la route de Mezzavia. À Ogliastrone se situe la jonction de la D 161 avec la D 5, la route qui relie Afa à la plaine de Peri.

## Urbanisme

### Typologie
Au 1er janvier 2024, Afa est catégorisée bourg rural, selon la nouvelle grille communale de densité à sept niveaux définie par l'Insee en 2022.
Elle appartient à l'unité urbaine d'Ajaccio, une agglomération intra-départementale regroupant cinq  communes, dont elle est une commune de la banlieue,,. Par ailleurs la commune fait partie de l'aire d'attraction d'Ajaccio, dont elle est une commune de la couronne,. Cette aire, qui regroupe 79 communes, est catégorisée dans les aires de 50 000 à moins de 200 000 habitants,.

### Occupation des sols
L'occupation des sols de la commune, telle qu'elle ressort de la base de données européenne d’occupation biophysique des sols Corine Land Cover (CLC), est marquée par l'importance des forêts et milieux semi-naturels (41 % en 2018), néanmoins en diminution par rapport à 1990 (51,2 %). La répartition détaillée en 2018 est la suivante : 
milieux à végétation arbustive et/ou herbacée (34,6 %), zones agricoles hétérogènes (29,1 %), zones urbanisées (21,3 %), prairies (6 %), espaces ouverts, sans ou avec peu de végétation (4,2 %), zones industrielles ou commerciales et réseaux de communication (2,5 %), forêts (2,2 %). L'évolution de l’occupation des sols de la commune et de ses infrastructures peut être observée sur les différentes représentations cartographiques du territoire : la carte de Cassini (XVIIIe siècle), la carte d'état-major (1820-1866) et les cartes ou photos aériennes de l'IGN pour la période actuelle (1950 à aujourd'hui).

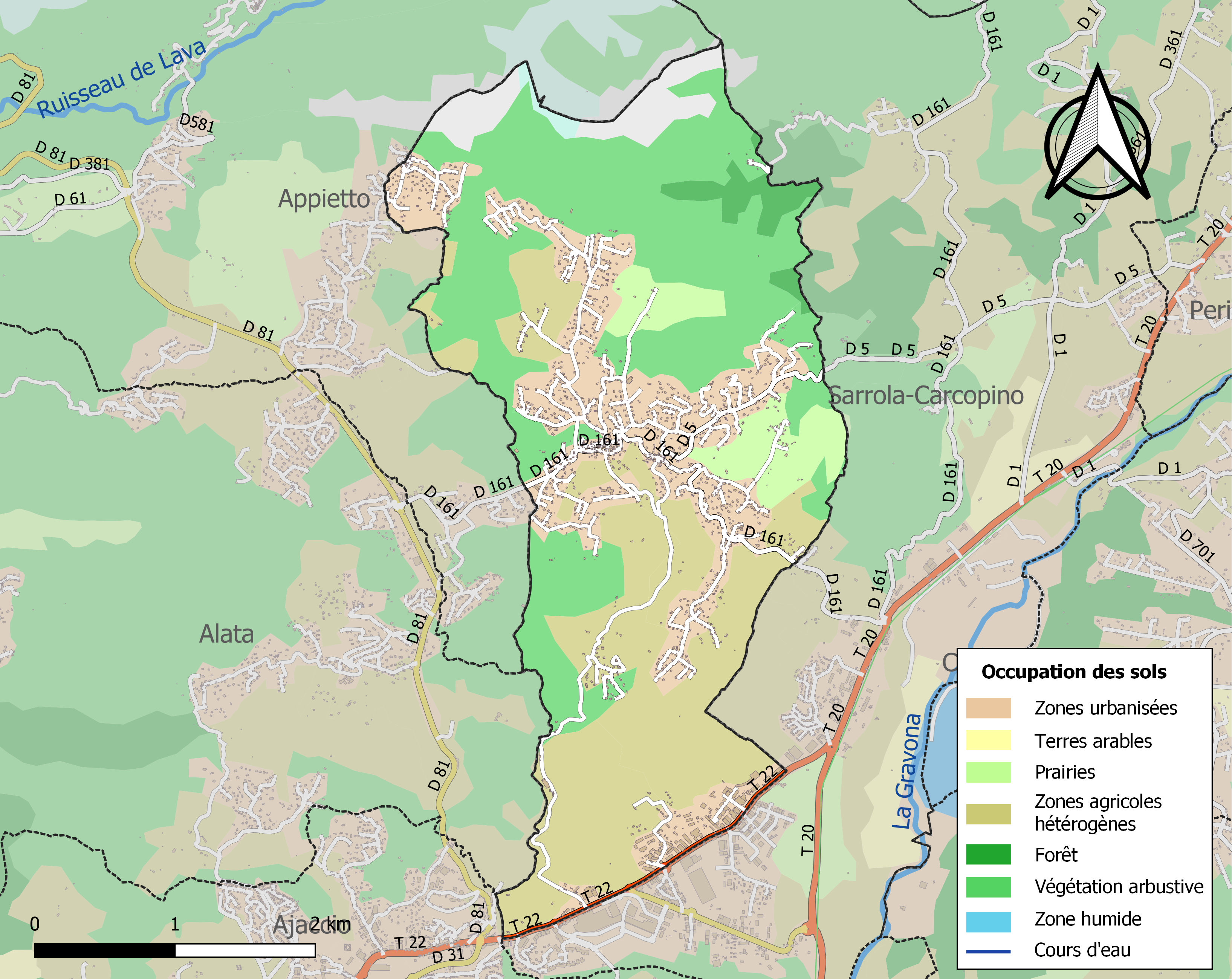
Carte des infrastructures et de l'occupation des sols de la commune en 2018 (CLC).

### Hameaux
Outre le village-centre, la ville d'Afa compte de nombreux hameaux : Piscia Rossa, Pastriccialone (Pastriccialoni/Pastriccialene), une partie de Baleone, Volpajo, Piagghia.

#### Afa-centre
Afa est composé d'un noyau central, le village, avec de nombreux quartiers/lieux-dits (Ogliastrone ,u Furellu ,Valle di Caseta ,Favale ,Casaccia ,Felasca, Penello, Pelave, Vigna Piana, Coraciole, a Radica ,le Chemin des Vignes, Casa Martino) autour, le plus important étant Ogliastrone. C'est autour de ce dernier que s'est développé le village. Après l'édification d'une chapelle, un presbytère y fut construit en 1877 par l'abbé Jean-Baptiste Scriri.
La mairie d'Afa a été restaurée il y a six ans. Au centre-ville figure une belle église qui a environ une centaine d'années.
D'Afa on aperçoit le Monte Gozzi, rocher mythique haut de 708 mètres.

#### Piscia Rossa
Piscia Rossa se situe au nord-est de la commune, au pied occidental du Monte Gozzi. De nos jours, le hameau s'étend sur la commune voisine d'Appietto.

#### Pastriccialone
U Pastriccialone est un petit hameau situé au nord-est de la commune, au S-SE du Rocher des Gozzi. S'y trouve l'église paroissiale Saint-Antoine-de-Padoue.

#### Baleone
Seule la partie nord de Baleone qui est une zone industrielle, appartient à la commune d'Afa.

## Toponymie
La mention Affa apparaît sur certaines cartes antèrieures à 1850. Le nom corse de la commune est Affà /afˈfa/. Ses habitants sont les Affaghjinchi.

## Histoire

### Temps modernes
Au XVIe siècle, le territoire actuel d'Afa qui n'existait pas, se trouvait dans la pieve de La Mezana, une pieve peuplée d'environ 650 habitants vers 1520 et dont les lieux habités s'appelaient : Sarla, Carcopino, la Punta, Londella, lo Cazille, lo Pogiale, Opapu.
La Mezana, devenue ensuite la pieve de Mezzana, était entourée de :
- la pieve d'Aiacio, peuplée d'environ 500 habitants vers 1520, dont les lieux habités avaient alors pour nom : Villanova, lo Linare, lo Pogio, Petra, Pozo di Borgo, Aiacio, l’Aia di Joani, li Montichi, Lata ;
- la pieve de Carceri ou Celavo. Le Celavo comptait environ 1 000 habitants vers 1520 et avait pour lieux habités : li Peri, lo Poggio, l’Ulmo, la Salasca, Cortiggiato, Cottoli, Carbuggia, Aogiani, lo Taxo, la Marinchia, Cavalli, Sant’Antonio, lo Poggio di Canivagia, lo Busso, lo Canavagia, Tavera, lo Canipalde, li Muraschi, li Corsachi, li Quercioli, lo Pè di Bocogani, Villanova, le Celle, Tavaco, Vero ;
- la pieve de Cauro devenue plus tard Sampiero, 500 habitants vers 1520, avec pour lieux habités : Bastelica, le Dominicaggie, le Emportagie, la Statione, le Follagie, la Valle, Santo, la Castellagie le Vassellagie, Cauro, Ecosa, la Suarella, la Casavecchia, lo Poggio, Tola, Ocana, lo Piglio, Chena, la Salvolaggia, Zizoli, Frasso ;
- la pieve de Ginerca (ou Cinarca) 3 000 habitants et comportant les lieux habités : Calcatojo, Sant’Andria, le Canelle, Sari, Casagiuni, Ambiegni, Lopigna, Airo[15].

Au début du XVIIIe siècle, Afa se situait dans la piève de Mezzana laquelle devient en 1789, le canton de Sarrola-Carcopino.
À l'origine le village d'Afa était un hameau de la commune de Bocognano. En 1851 Afa devient une municipalité du canton de Sarrola-Carcopino dans le département de Corse.
La commune d'Afa fut créée grâce à l'abandon de terres de Sarrola et de Valle-di-Mezzana (I Vaddi di Mezana). Le premier maire d'Afa s'appelait Carlu Calvelli et fut élu de 1852 jusqu'à sa mort en 1858, à l'âge de 48 ans. Le village était peuplée par les bergers de Bocognano en période d'estive, lors de la transhumance des brebis. Cela explique l'origine bocognanaise des anciennes familles d'Afa. L'été, beaucoup d'Afaiens se retrouvent au village de Bocognano.

#### Création de la commune
C'est à la suite du rapport de M. Pongérard, présenté à l'Assemblée nationale le 25 juillet 1850, qu'a été créée la commune d'Afa.
« Messieurs, les communes de Valle-di-Mezzana et de Bocognano, arrondissement d'Ajaccio, département de la Corse, possèdent deux portions de territoire Qui, non seulement sont a L'etat d'enclaves, mais encore la distance se trouvent séparées de leur une Commune nominale respective de Six Lieues. Comme CES Deux enclaves Sont contiguës et Ensemble Présentent Une superficie de 1,2 hectare, la, avec trois groupes d'habitations, et Une population d'environ 350 âmes; IL a paru convenable d 'fr ex - Une commune distincte sous le nom d'AFFA. Les habitants des terrains Enclavés se sont joints aux Conseils Municipaux de la Commune Pour leur Demander le Maintien de l'état actuel des choses. Les plus Les principes administratifs et les règlements sur le cadastre commandant La suppression des enclaves de CES, il faut, nécessairement, ou de l'UE distincte Une ancienne commune, ou les réunir, COMME ON L'A Proposée Dans le cours de l'instruction à la commune de Sarrola. La Première DE CES Mesures Sérums c'est évidemment plus avantageuse aux habitants, du moins l'avis des Autorités administratives et des conseils Electifs d'arrondissement et de département. 11 Leur paru Une certaine que l'établissement d'un centre administratif au milieu de populations nomades aujourd'hui, modifierait Leurs habitudes, les amènerait à Perfectionner leur Agriculture et Industrie, AINSI deviendrait et pour elles une source de bien-être et de Prospérité. Bocognano et Valle-Mezzana Qui, dans tous les cas, territoires DOIVENT perdre CES, n'en conserveront pas moins les éléments d'organisation municipale Forte Une. N'a Que L'Opération Quelque importance même pour Bocognano, Qui Administré l'enclave de 1100 hectares destiné à l'ancienne presque entièrement le territoire de la commune projetée. Il lui restera neanmoins une étendue territoriale de plus de 5.000 hectares, et une population au-dessus de 2 000 habitants. Quant à Valle-Mezzana, elle ne devra que céder 115 hectares sans habitants. La formation de la nouvelle commune d'Affa devra modificateur de la circonscription du canton dont Bocognano cheflieu EST LE. Les Autorités administratives, Ainsi que M. le Ministre de la justice, SONT, EN EFFET, D'Avis Qu'elle Soit attribuée au canton de Sarrola-Carcopino. Les plus N'est Affa ni assez vaste, peuple assez Ni pour la que la distraction de Son territoire Fasse subir au canton de Bocognano Une perte sensible. »

### Époque contemporaine
1954 : le canton d'Ajaccio est composé avec les communes de Afa, Ajaccio, Alata, Appietto, Bastelicaccia et Villanova.
1975 : avec le partage de l'île en deux départements, Afa passe dans le département de la Corse-du-Sud.

## Politique et administration

### Tendances politiques et résultats
Le résultat de l'élection présidentielle de 2012 dans cette commune est le suivant :
| Candidat       | Candidat                    | Premier tour | Premier tour | Second tour | Second tour |
| Candidat       | Candidat                    | Voix         | %            | Voix        | %           |
| -------------- | --------------------------- | ------------ | ------------ | ----------- | ----------- |
|                | Eva Joly (EÉLV)             | 32           | 1,79         |             |             |
|                | Marine Le Pen (FN)          | 500          | 28,03        |             |             |
|                | Nicolas Sarkozy (UMP)       | 371          | 20,80        | 783         | 45,08       |
|                | Jean-Luc Mélenchon (FG)     | 161          | 9,02         |             |             |
|                | Philippe Poutou (NPA)       | 15           | 0,84         |             |             |
|                | Nathalie Arthaud (LO)       | 3            | 0,17         |             |             |
|                | Jacques Cheminade (SP)      | 5            | 0,28         |             |             |
|                | François Bayrou (MoDem)     | 87           | 4,88         |             |             |
|                | Nicolas Dupont-Aignan (DLR) | 23           | 1,29         |             |             |
|                | François Hollande (PS)      | 587          | 32,90        | 954         | 54,92       |
|                |                             |              |              |             |             |
| Inscrits       | Inscrits                    | 2 263        | 100,00       | 2 263       | 100,00      |
| Abstentions    | Abstentions                 | 444          | 19,62        | 420         | 18,56       |
| Votants        | Votants                     | 1 819        | 80,38        | 1 843       | 81,44       |
| Blancs et nuls | Blancs et nuls              | 35           | 1,92         | 106         | 5,75        |
| Exprimés       | Exprimés                    | 1 784        | 98,08        | 1 737       | 94,25       |

### Liste des maires
| Période | Période  | Identité             | Étiquette | Qualité                                                             |
| ------- | -------- | -------------------- | --------- | ------------------------------------------------------------------- |
| 1852    | 1858     | Carlu Calvelli       |           |                                                                     |
| ?       | ?        | Antoine Mingherra    |           |                                                                     |
| 1871    | ?        | Jean Mingherra       |           |                                                                     |
|         |          |                      |           |                                                                     |
| av.1951 | ?        | Paul Mufraggi        | UDSR      |                                                                     |
|         |          |                      |           |                                                                     |
| 1977    | 2000†    | Félix Luciani        | PS        | Fonctionnaire, conseiller général du canton d'Ajaccio-5 (1976-1982) |
| 2001    | En cours | Ange-Pascal Miniconi | CSD       | Retraité de l'enseignement, réélu en 2008 et 2014                   |

## Population et société

### Démographie
L'évolution du nombre d'habitants est connue à travers les recensements de la population effectués dans la commune depuis 1856. Pour les communes de moins de 10 000 habitants, une enquête de recensement portant sur toute la population est réalisée tous les cinq ans, les populations de référence des années intermédiaires étant quant à elles estimées par interpolation ou extrapolation. Pour la commune, le premier recensement exhaustif entrant dans le cadre du nouveau dispositif a été réalisé en 2005.

En 2022, la commune comptait 3 350 habitants, en évolution de +6,96 % par rapport à 2016 (Corse-du-Sud : +7,61 %, France hors Mayotte : +2,11 %).
| 1856 | 1861 | 1866 | 1872 | 1876  | 1881  | 1886  | 1891  | 1896 |
| ---- | ---- | ---- | ---- | ----- | ----- | ----- | ----- | ---- |
| 478  | 749  | 914  | 964  | 1 032 | 1 053 | 1 072 | 1 060 | 908  |

| 1901 | 1906 | 1911 | 1921 | 1926 | 1931 | 1936 | 1946 | 1954 |
| ---- | ---- | ---- | ---- | ---- | ---- | ---- | ---- | ---- |
| 733  | 786  | 721  | 709  | 758  | 787  | 824  | 607  | 610  |

| 1962 | 1968 | 1975 | 1982  | 1990  | 1999  | 2005  | 2006  | 2010  |
| ---- | ---- | ---- | ----- | ----- | ----- | ----- | ----- | ----- |
| 435  | 474  | 667  | 1 102 | 1 726 | 2 055 | 2 513 | 2 527 | 2 843 |

| 2015  | 2020  | 2022  | - | - | - | - | - | - |
| ----- | ----- | ----- | - | - | - | - | - | - |
| 3 090 | 3 277 | 3 350 | - | - | - | - | - | - |

### Enseignement
Afa possède :
- une école primaire et une école maternelle publiques, avec une cantine à Murone. Il y a sept classes au primaire et deux classes pour l'école maternelle, pour environ deux cents élèves. L'école d'Afa a été inaugurée en 1988 par Lionel Jospin qui était à l'époque ministre de l'Éducation nationale ;
- une école primaire publique à Piscia Rossa.

Le collège d'enseignement secondaire le plus proche est celui de Baleone (Sarrola-Carcopino), situé à moins de 3 km du village, et le lycée le plus proche est le lycée-collège Saint-Paul à Ajaccio, à moins de 7 km.

### Santé
La ville possède aussi une pharmacie, un dentiste et un service médical composé d'infirmières et de médecins qui sont installés dans un bloc médical qui date de 8 ans environ.

### Sports

#### Football
L'Afa Football Association (AFA) est née de la fusion entre l'USCA et l'ARC le 18 juin 1998 (220 licenciés à sa création).
À ce jour, elle est présidée par François Faggianelli, qui occupe ce poste depuis juin 2000.
Elle compte 400 licenciés.

## Économie

### Biscuiterie d'Afa
La biscuiterie d’Afa a été fondée en 1983 par les frères FENECH. Ses produits, canistrelli et gâteaux corses, sont fabriquées en perpétuant des recettes familiales. Elle emploie aujourd'hui une trentaine de salariés.

## Culture locale et patrimoine
- Fête patronale : 13 juin (Saint-Antoine-de-Padoue)

### Lieux et monuments

#### Patrimoine sacré
- Église paroissiale Saint-Antoine-de-Padoue

Dans cette église se trouve un tableau du XVIIe siècle, une peinture sur toile restaurée, présentant une scène (femme, en pied : mendicité, enfant, homme : béquille), classée au titre des Monuments historiques.
- Un autre lieu de culte est signalé à San Paolu.
- Monaccia sur le sentier de Zalla au lieu-dit Pozzu où il y avait une ruine d'un ancien calvaire.

#### Patrimoine civil
- Le monument aux morts devant la mairie, réalisé par Noël Bonardi, un sculpteur natif d'Afa dont on retrouve les statues un peu partout en Corse et dont l'atelier est installé à Afa.
- Les fontaines Occhiu, Pozzu, Biancamaria.
- Les moulins, Quarciaro, Mulinu novu, Val de casetta.

### Personnalités liées à la commune
- Noël Bonardi (1934-2012), sculpteur, né et mort à Afa.
- Antoine Baudoin Poggiale, chimiste.
- Pascal Garbarini, avocat, y a grandi[26].
- Abbé Paul Martini, curé du secteur paroissial d'Afa, Alata et Appietto de 1945 à 1995, soit un demi-siècle. Personnalité dotée d'un réel charisme et bénéficiant d'une grande notoriété, il participa plusieurs fois au Tour de Corse Automobile.